# Take Me Home, Country Roads
"Take Me Home, Country Roads" (en català, Porteu-me a casa, camins rurals), també coneguda simplement com a "Take Me Home" o "Country Roads", és una cançó de country escrita per Bill Danoff, Taffy Nivert i John Denver sobre Virgínia Occidental. La versió interpretada per Denver es va publicar com a senzill el 12 d'abril de 1971, i va tenir una bona acollida. L'agost del 1971 va assolir el número 2 del Billboard Hot 100 i es va convertir en disc d'or, i va aconseguir la certificació de platí el 10 d'abril de 2017. Se n'ha seguit venent còpies al llarg de les dècades, amb més de d’1,6 milions de còpies digitals venudes als Estats Units d'Amèrica. És considerada la cançó insígnia de Denver.
La inspiració per la cançó va arribar quan Danoff i Nivert conduïen per Clopper Road, prop del Comtat de Montgomery (Maryland), cap a una reunió familiar a Gaithersburg. Segons una entrevista amb Nivert, la carretera és a prop de Washington, D.C., on Denver treballava sovint. Per passar l'estona durant el trajecte, Danoff va compondre una balada sobre les carreteres serpentejants per on passaven. Havia considerat utilitzar "Massachusetts" en comptes de Virgínia de l'Oest, ja que tots dos noms encaixaven amb la mètrica de la cançó. Avui dia, el paisatge prop de Clopper Road ha canviat dràsticament a causa del desenvolupament, i s'assembla poc als camps que l'havien envoltat. Segons Danoff, la frase "la ràdio em recorda casa meva, ben lluny" és pròpia de Virgínia Occidental, i és una al·lusió a la seva infantesa, quan escoltava la ràdio de Wheeling (Virgínia de l'Oest) des de casa seva, a Springfield (Massachusetts).
La cançó s'ha convertit en una icona de Virgínia Occidental, que és descrita com "gairebé el Cel". La cançó sona en esdeveniments de la Universitat de Virgínia Occidental, incloent-hi els partits de futbol americà, on s'encoratja els seguidors a romandre a les grades per cantar-la juntament amb els jugadors. "Take Me Home, Country Roads" també es va interpretar a l'enterrament del senador Robert Byrd al capitoli estatal a Charleston el 2 de juliol de 2010. El març de 2014 es va convertir en un dels quatre himnes oficials de l'estat.